# Isaac Comnène Vatatzès
Pour les articles homonymes, voir Isaac Comnène.
Isaac Comnène Vatatzès (en grec : Ἰσαάκιος Κομνηνός Βατάτζης, mort en 1196) est un aristocrate et général byzantin, beau-fils de l'empereur Alexis III Ange. Il détient le rang de sébastokrator.

## Biographie
Isaac Comnène Vatatzès est le plus jeune fils d'Alexis Vatatzès, lui-même fils du général Théodore Vatatzès et de la princesse porphyrogénète Eudocie Comnène, fille de Jean II Comnène (1118-1143). En 1190, Isaac participe à une campagne dans le cadre de la rébellion des Bulgares et des Valaques menée par Ivan Asen Ier et Pierre Il dirige l'avant-garde de l'armée impériale avec Manuel Kamytzès, tandis que l'empereur Isaac II Ange et son frère Alexis dirigent le corps principal. En pleine retraite à travers une étroite passe montagneuse, l'armée byzantine est surprise par les Bulgares qui, laissant passer l'avant-garde, prennent d'assaut le reste de l'armée byzantine qui fuit en désordre,.
A la même époque, il épouse Anne Comnène Ange, la deuxième fille d'Alexis Ange. Quand celui-ci renverse son frère en 1195, Isaac Comnène Vatatzès l'accompagne à l'occasion de son couronnement impérial, en sa qualité de beau-fils. C'est probablement à ce moment qu'il est promu au rang de sébastokrator, souvent conféré aux proches parents du souverain. Au cours de l'été 1195, les rebelles bulgares attaquent la région autour de Serrès et capturent le général byzantin Alexis Aspietes. Isaac est chargé de mener la contre-attaque,. Selon l'historien contemporain Nicétas Choniatès, les rebelles hésitent d'abord à affronter les Byzantins et se retirent dans la vallée du Strymon. Isaac se précipite à leur poursuite de façon trop impétueuse. Rapidement, hommes et chevaux sont épuisés et Isaac lui-même est capturé par des Coumans, tandis que son armée doit se retirer sur Serrès. Amené devant Ivan Asen, Isaac est ensuite enfermé à Tarnovo, la capitale bulgare.
Toujours selon Choniatès, il aurait joué un rôle dans l'assassinat d'Ivan Asen par le soldat renégat Ivanko. Il lui aurait promis la main de sa fille, Théodora, en échange de cet acte,. Toutefois, Isaac Comnène Vatatzès meurt en prison au printemps 1196, avant la mort d'Ivan Asen. 

## Famille

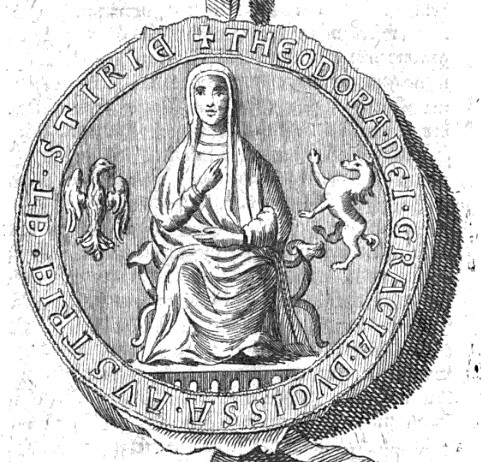
Sceau de Théodora Angelina, en sa qualité de duchesse d'Autriche.

Avec Anne Ange, Isaac est le père de Theodora Angelina. Seule enfant connue du couple, elle est fiancée à Ivanko qui entre au service de l'Empire byzantin. Cette union aurait eu pour but de consolider le ralliement d'Ivanko. L'hypothétique mariage n'a probablement jamais été consommé en raison du jeune âge de Théodora. Celle-ci reste à Constantinople alors qu'Ivanko se soulève en 1199 avant d'être capturé et emprisonné. Finalement, en 1203, Théodora épouse le duc Léopold VI d'Autriche,.
A la mort d'Isaac, Anne Ange se remarie avec Théodore Ier Lascaris, le fondateur de l'Empire de Nicée.